# 川滇无患子
川滇无患子（学名：Sapindus delavayi）为无患子科无患子属下的一个种。

## 扩展阅读
- 維基物種上的相關：川滇无患子